# Astronesthes gudrunae
Astronesthes gudrunae és una espècie de peix de la família dels estòmids i de l'ordre dels estomiformes.

## Hàbitat
És un peix marí i d'aigües profundes que viu fins als 350 m de fondària.

## Distribució geogràfica
Es troba a l'Atlàntic oriental central (5° 25′ N, 35° 26′ W).